# 동래 김씨
동래 김씨(東萊 金氏)는 부산광역시 동래구를 본관으로 하는 한국의 성씨 관향이다.

## 역사
동래 김씨의 시조 김흥도(金興濤, 1468년생~몰년도 미상.)는 20대 초반 시절에는 조선조(朝鮮朝)에서 강원도(江原道)의 원주목사(原州牧使)를 지낸 경주 김씨(慶州 金氏)의 후손 김태경(金泰卿, 1436년생~1501년졸.)의 강원도 원주목사 시절의 원주 관저 내신(原州 官邸 內臣)을 지냈으며 30대 후반 시절에는 조선 중종 시절 이조판서(吏曹判書)를 지낸 문관 출신인 선산 김씨(善山 金氏)의 후손 김응기(金應箕, 1455년생.~1519년졸.)의 가내 가신(家內 家臣)을 지냈고 이토록 김태경(金泰卿, 1501년 서거, 조선 시대 강원도 원주목사 역임.)과 김응기(金應箕, 1519년 서거, 조선 시대 이조판서 역임.)를 각기각기 주군(主君)으로 섬기었으며 또한 또다른 일편으로 가내(家內)에도 부모(父母)와 처부모(妻父母)한테 모두 순전히도 극진하던 김흥도(金興濤, 동래 김씨의 시조.)는 결국 뒷날엔 효행(孝行)으로 관련된 음서 출신의 관료 출신으로 이조참의(吏曹參議)를 거쳐 경상도 동래부사(慶尙道 東萊府使)를 지냈으며 한편 그럼에 아울러, 그의 자녀들 가운데 차남(次男)인 김승부(金丞溥, 1493년(성종 24년)생~1558년(명종 13년)졸.)는, 후술할 대목인 아버지 김흥도(金興濤)의 1520년(중종 14년) 당시 함경도 안변군(咸鏡道 安邊郡)으로 유배된 이후부터, 아버지의 배소를 향하여 매일 조배(每日 朝拜)를 하면서 지내고자, 이듬해 1521년(중종 15년)에 직계 일족(처와 자녀)들과 모두 함께, 강원(江原)의 강릉(江陵)의 어느 벽촌(僻村)으로 건너가, 그곳에서 초가(草家)와 초막(草幕)을 한채씩 짓고, 사실상 일생토록 아버지의 유배 생활을 설워하였다.
그리고 앞서 언급한 것처럼, 이른바 김태경(金泰卿)이 첫 주군(主君)이었으나, 1501년(연산군 7)에 김태경 병사 이후, 본의 아니게도 김응기(金應箕)를 두번째 주군(主君)으로 차라리 바꾸어 모실수밖에는 없었던, 동래김씨의 시조인 김흥도(조선 시대 경상도 동래부사 역임)는 1519년(중종 13년)에 김응기 병사 후 김응기와는 사실상 결별한 한편, 같은 해인 중종 13년(1519), 기묘사화(己卯士禍)에 연루되어 문외출송(門外黜送)까지 조처됨을 거쳐 이듬해 중종 14년(1520)에 함경도 안변(咸鏡道 安邊)으로 유배되었는데, 이후 훗날 후손들이 그곳에서 생활하면서 시조의 재임지(在任地)였었던 동래를 관향으로 하여 세계(世系)를 이어왔다.

## 주요 인물
- 김동명(金東明, 1692~?): 조선 시대의 불교 승려로, 불교 법명은 천조(千照)이고, 1700년(숙종 26년)에 불교 승려로 출가 이후 1733년(영조 9년)에서부터 본격적으로 전라도 완주 대원사(全羅道 完州 大院寺)에서 머무름.

### 과거 급제자
동래 김씨는 조선시대 문과 급제자 1명을 배출하였다.
문과
- 김수함(金守咸) : 1755년(영조 31년)에 함경도별시(咸鏡道別試)로 병과(丙科) 3위 입격.

무과
- 김념(金恬)·김세헌(金世憲)·김신(金愼)·김옥계(金玉戒) 등 4명

생원시
- 김필성(金弼性)

진사시
- 김종천(金鍾天)·김종후(金宗厚) 등 2명